# 夏尔·迪潘

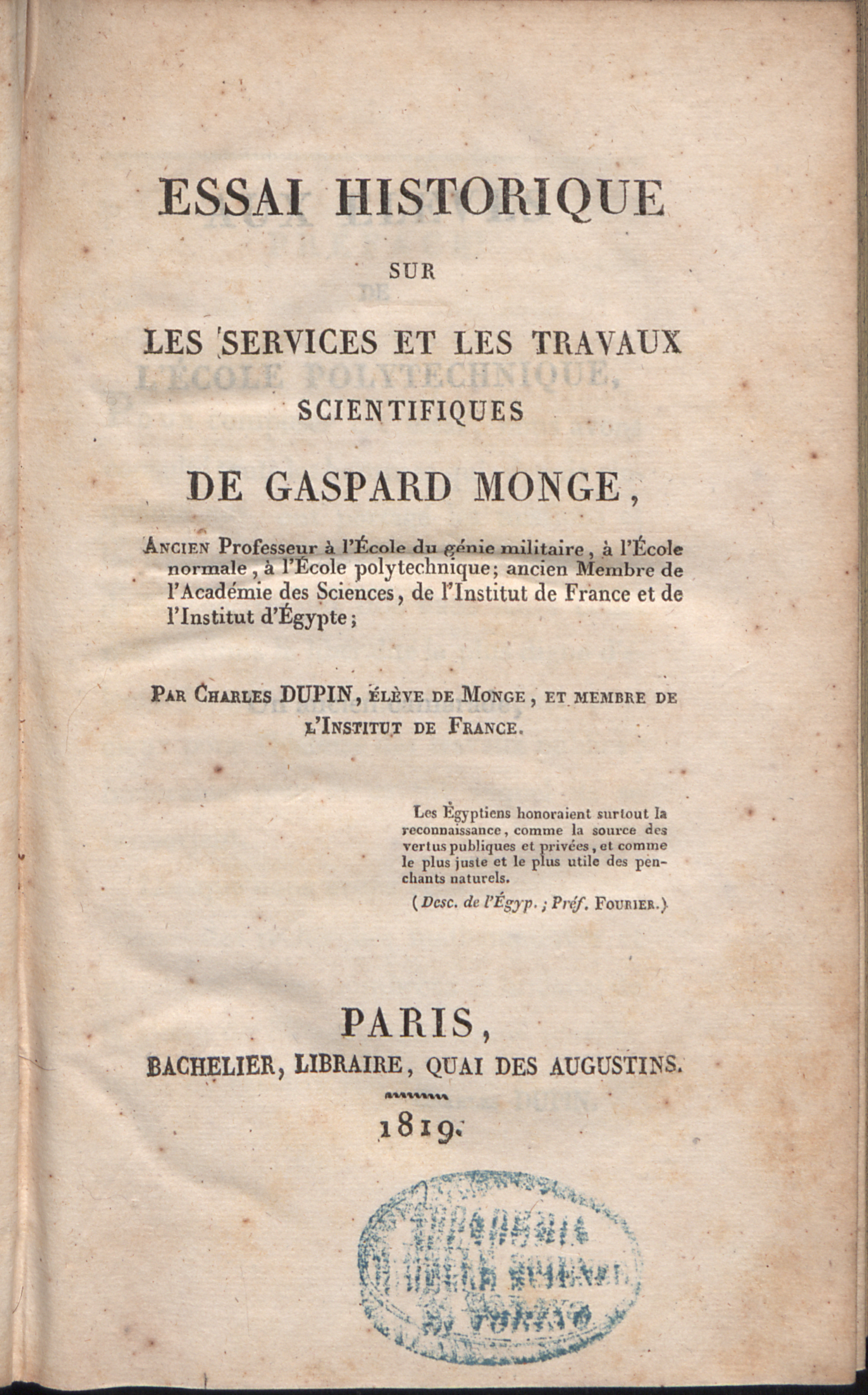
Essai historique sur les services et les travaux scientifiques de Gaspard Monge, 1819

皮埃尔·夏尔·弗朗索瓦·迪潘（法語：Pierre Charles François Dupin，法語發音：[pjɛʁ ʃaʁl fʁɑ̃swa dypɛ̃]；1784年10月6日—1873年1月18日），法国数学家，生于瓦尔济，毕业于巴黎工科大学，曾在巴黎工艺学院担任力学教授，并在海军工程部服役过。1814年被选为巴黎科学院院士。
迪潘原学习造船专业，但对几何学很感兴趣，十六岁时便得出了摆线的方程，被称为迪潘摆线。他在微分几何学方面的研究具有重要意义。证明了沿共同曲率线正交系曲面的相交定理，被称为迪潘定理。引入了可以在不同正交截面内明显表示曲面曲率分布的曲线，被称为迪潘标形。在前人研究的基础上，完善了光线的几何学，从而促进了几何光学的现代化。在直线叠合几何学方面，也做出了贡献。
在力学方面，迪潘建立了浮体稳定性的理论，提出了木船制造用材料耐用性的原则。
迪潘的著作主要有：《几何学的发展》、《几何学和力学的应用》、《艺术、手艺和雅致艺术的几何学和力学》等。巴黎科学院为纪念他，建立了迪潘奖金。